# Montereau-Fault-Yonne
Montereau-Fault-Yonne település Franciaországban, Seine-et-Marne megyében. Lakosainak száma 21 840 fő (2022. január 1.). Montereau-Fault-Yonne Saint-Germain-Laval, Varennes-sur-Seine, Cannes-Écluse, Forges, La Grande-Paroisse és Marolles-sur-Seine községekkel határos.

## Népesség
A település népességének változása:
| Lakosok száma | 17 173 | 18 871 | 19 605 | 20 206 | 20 712 | 21 229 | 21 888 | 22 259 | 21 840 |
|               | 2013   | 2015   | 2016   | 2017   | 2018   | 2019   | 2020   | 2021   | 2022   |